# Projeção de poder

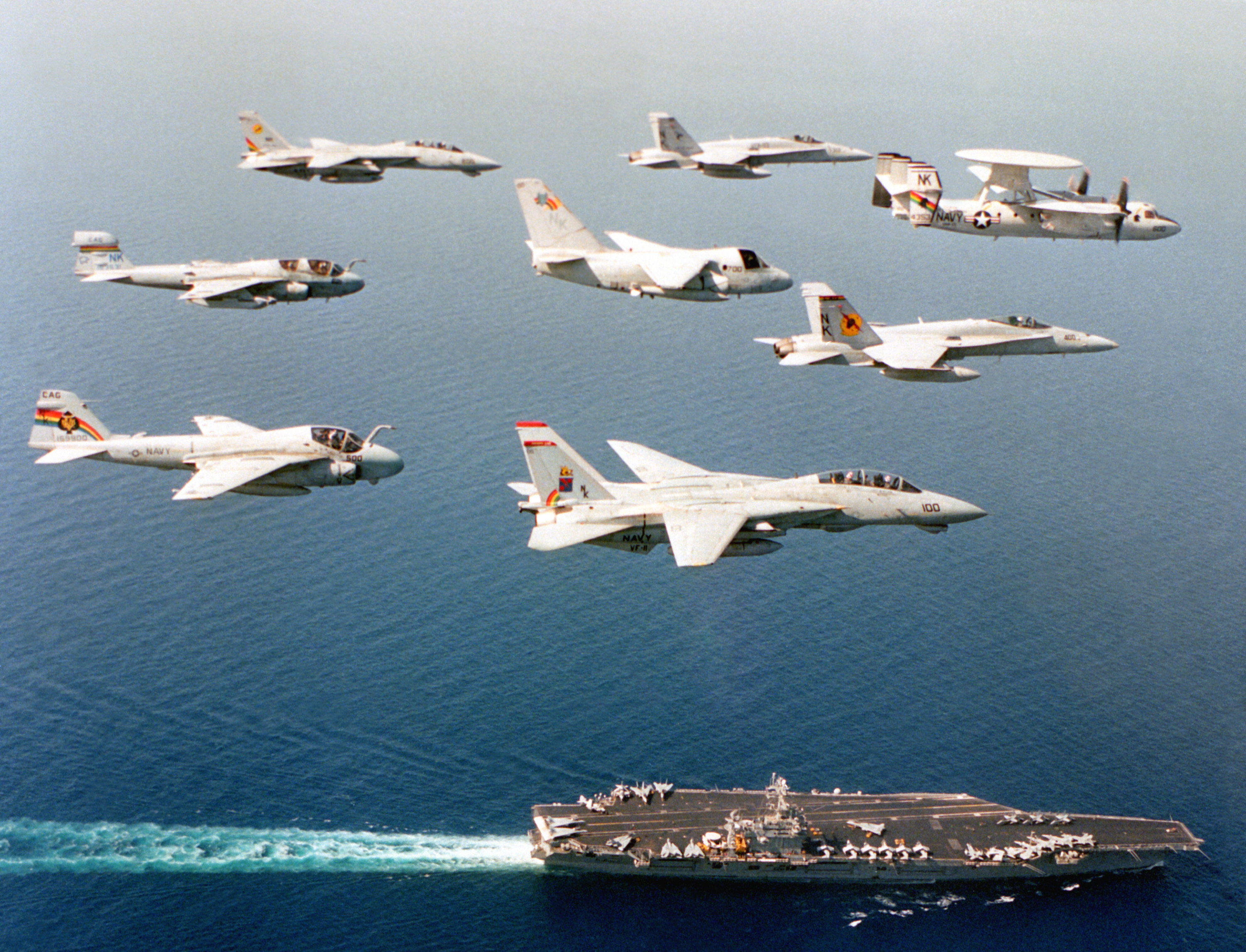
Ala aérea do porta-aviões americano no golfo Pérsico

A projeção de poder (ou projeção de força) é um termo usado na ciência militar e ciência política para referir-se à capacidade de um estado para implementar a política por meio da força, ou a ameaça disso, em uma área distante do seu próprio território. O Departamento de Defesa dos Estados Unidos da América, na sua publicação J1-02: o Department of Defense Dictionary of Military and Associated Terms, além disso define a projeção de poder como

A capacidade de uma nação aplicar todos ou alguns dos seus elementos de poder nacional - político, econômico, informativo, ou militares - rapidamente e efetivamente desdobrar e segurar forças em múltiplas posições dispersadas para responder a crises, para contribuir para intimidação, e realçar estabilidade regional.

Esta capacidade é um elemento crucial de um país nas relações internacionais. Poderia dizer-se que qualquer estado capaz de dirigir as suas forças militares fora dos limites do seu território tivessem algum nível da capacidade de projeção de poder, mas o próprio termo é usado mais freqüentemente na referência para militares com um alcance mundial (ou pelo menos significativamente mais largo do que a área imediata de um estado).
Até mesmo países com tecnologias de hard power consideráveis (como um grande exército permanente) só podem ser capazes de exercer a influência regional limitada contanto que eles necessitem efetivamente de meios para projetar o seu poder em uma escala global. Geralmente, apenas um número seleto de países é capaz de superar as dificuldades logísticas inerentes ao desdobramento e direção de uma moderna, mecanizada força militar, fazendo da projeção de poder uma necessidade de estados que aspiram à posição de grande potência.
Enquanto as medidas tradicionais da projeção de poder tipicamente se concentram muito em ativos de poder (tanques, soldados, aviões, navios, etc.), a teoria que se desenvolve do termo soft power observa que a projeção de poder não tem necessariamente que implicar o uso ativo de forças militares no combate. Os ativos da projeção de poder muitas vezes podem servir a usos dualistas, como o desdobramento de militares de vários países durante a resposta humanitária ao terremoto de 2004 no Oceano Índico. A capacidade de um estado para projetar as suas forças em uma área pode servir de uma alavanca diplomática eficaz, influindo no processo de tomada de decisão e atuando como um impedimento no comportamento de outros países.
Como exemplo histórico e clássico e moderno de exercício da projeção do poder da Inglaterra , bem como da Argentina, tivemos a Guerra das Malvinas em 1982. Em que se comprovou a capacidade do conceito de poder militar, de todos os participantes indistintamente, sem distinção onde as batalhas foram travadas de igual para igual. Segundo modernos estudiosos de história militar, nas academias militares, daquele evento político - militar, não resolvido pelo caminho diplomático; devido a soberania estabelecida pelos habitantes das ilhas. Segundo esses estudiosos da história militar, se houvesse uma base-militar inglesa nas ilhas, ter-se-ia evitada a Guerra. Pois a Argentina dependia do "fator-surpresa" e deveria ser rápida, para estabelecer a chamada "cabeça-de-ponte e/ou baluarte", ou seja, a pretendida base-militar Argentina nas ilhas. Para então, negociar territorialmente com a Organização das Nações Unidas (ONU).